# FIFA Futsal World Championship 2004
Il campionato mondiale di calcio a 5 2004 o FIFA Futsal World Championship 2004 è stato la 5ª edizione del campionato mondiale di calcio 5 organizzato dalla FIFA, la cui fase finale si è svolta a Taiwan. È iniziato domenica 21 novembre e si è concluso domenica 5 dicembre 2004.
Alla manifestazione partecipano sedici selezioni divise in quattro gironi da quattro; le quaranta partite sono disputate nei due impianti sportivi di Taipei e Taoyuan. Il torneo conferma l'ascesa dalla Spagna: superato in semifinale ai rigori il Brasile, gli iberici riconquistano il titolo battendo l'Italia nella prima finale della storia disputata tra due selezioni europee. In realtà, la selezione azzurra è formata da 12 calcettisti brasiliani e appena 2 italiani: Zaffiro e Angelini (infortunatosi durante la manifestazione e sostituito da Ripesi). I mondiali di Taiwan segnano un forte calo di pubblico rispetto all'entusiastica partecipazione guatemalteca, nelle quaranta partite disputate si sono avvicendati 50.923 spettatori, con una media di 1.273 a gara con punte di 3.500 per la finale.

## Selezioni partecipanti
| Squadra       | Confederazione | Partecipante in quanto                                         | Partecipazioni precedenti al torneo | Ultima presenza  |
| ------------- | -------------- | -------------------------------------------------------------- | ----------------------------------- | ---------------- |
| Argentina     | CONMEBOL       | Vincitrice della Copa América 2003                             | 4 (1989, 1992, 1996, 2000)          | Guatemala 2000   |
| Australia     | OFC            | Vincitrice dell'OFC Futsal Championship 2004                   | 4 (1989, 1992, 1996, 2000)          | Guatemala 2000   |
| Brasile       | CONMEBOL       | 2ª classificata della Copa América 2003                        | 4 (1989, 1992, 1996, 2000)          | Guatemala 2000   |
| Cuba          | CONCACAF       | 2ª classificata del CONCACAF Futsal Championship 2004          | 2 (1996, 2000)                      | Guatemala 2000   |
| Egitto        | CAF            | Vincitrice del CAF Futsal Championship 2004                    | 2 (1996, 2000)                      | Guatemala 2000   |
| Giappone      | AFC            | 2ª classificata dell'AFC Futsal Championship 2004              | 1 (1989)                            | Paesi Bassi 1989 |
| Iran          | AFC            | Vincitrice dell'AFC Futsal Championship 2000                   | 3 (1992, 1996, 2000)                | Guatemala 2000   |
| Italia        | UEFA           | Vincitrice dello spareggio del torneo di qualificazione        | 3 (1989, 1992, 1996)                | Spagna 1996      |
| Paraguay      | CONMEBOL       | 3ª classificata della Copa América 2003                        | 2 (1989, 1992)                      | Hong Kong 1992   |
| Portogallo    | UEFA           | Vincitrice dello spareggio del torneo di qualificazione        | 1 (2000)                            | Guatemala 2000   |
| Rep. Ceca     | UEFA           | Vincitrice dello spareggio del torneo di qualificazione        | −                                   | Esordiente       |
| Spagna        | UEFA           | Vincitrice dello spareggio del torneo di qualificazione        | 4 (1989, 1992, 1996, 2000)          | Guatemala 2000   |
| Stati Uniti   | CONCACAF       | Vincitrice del CONCACAF Futsal Championship 2004               | 3 (1989, 1992, 1996)                | Spagna 1996      |
| Taipei cinese | AFC            | Rappresentativa della nazione organizzatrice della fase finale | −                                   | Esordiente       |
| Thailandia    | AFC            | 3ª classificata dell'AFC Futsal Championship 2004              | 1 (2000)                            | Guatemala 2000   |
| Ucraina       | UEFA           | Vincitrice dello spareggio del torneo di qualificazione        | 1 (1996)                            | Spagna 1996      |

## Stadi
| \| Taipei LinkouFIFA Futsal World Championship 2004 (Taiwan) \| |
| Taipei                                                          |
| NTU Gymnasium                                                   |
| Capienza: 3.500                                                 |
|                                                                 |
| Linkou                                                          |
| Linkou Gymnasium                                                |
| Capienza: 15.000                                                |
|                                                                 |
| Taipei LinkouFIFA Futsal World Championship 2004 (Taiwan)       |

## Prima fase

### Gruppo A

#### Classifica
| Pos. | Squadra       | Pt | G | V | N | P | GF | GS | DR  |
| ---- | ------------- | -- | - | - | - | - | -- | -- | --- |
| 1.   | Spagna        | 9  | 3 | 3 | 0 | 0 | 19 | 0  | +19 |
| 2.   | Ucraina       | 6  | 3 | 2 | 0 | 1 | 12 | 8  | +4  |
| 3.   | Egitto        | 3  | 3 | 1 | 0 | 2 | 16 | 12 | +4  |
| 4.   | Taipei cinese | 0  | 3 | 0 | 0 | 3 | 2  | 29 | -27 |

#### Risultati
| Arbitri: | Nolido Paixão Robert Porritt Seyed Sadreddin Mousavi |
| Crono:   | Néstor Valiente                                      |

|  |           | |
|  | Marcatori | 7’, 20’, 39’ (t.l.) Sayed 8’, 13’, 35’ El Komsan 17’, 23’ Ibrahim 20’ Mohamed 24’ (aut.) Tseng 32’ Mahmoud 34’ Abdelhamid |

| Arbitri: | Massimo Cumbo Juan Carlos Sciancalepore Vladimir Maso Goitisolo |
| Crono:   | Kazuya Isokawa                                                  |

|                          |           |  |
| Marcelo 5’ A. Linares 9’ | Marcatori |  |

| Arbitri: | Yaya Djiba Jyrki Filppu Massimo Cumbo |
| Crono:   | Giannīs Kōnstantinidīs                |

|  |           | |
|  | Marcatori | 6’, 32’ Cogorro 13’ Serrejón 17’ Julio 22’ (rig.), 25’, 30’ J. Rodríguez 25’ Torrás 37’ Marcelo 39’ Limones |

| Arbitri: | Victor van Helvoirt Seyed Sadreddin Mousavi Kazuya Isokawa |
| Crono:   | Adel Al-Shatti                                             |

|                                  |           |                                                             |
| El Komsan 4’, 18’, 38’ Sayed 21’ | Marcatori | 26’, 38’ Koridze 29’ (aut.) Sayed 34’ Koval'ov 35’ Mansurov |

| Arbitri: | Giannīs Kōnstantinidīs Vladimir Maso Goitisolo Carlos del Cid |
| Crono:   | Néstor Valiente                                               |

|                                                                        |           |                                       |
| Mansurov 7’, 20’ Koridze 10’, 38’ (rig.) Šajtanov 14’, 18’ Brun'ko 38’ | Marcatori | 14’ Chia-ho Chen 25’ Chien-ying Chang |

| Arbitri: | Károly Török Yaya Djiba Massimo Cumbo |
| Crono:   | Kazuya Isokawa                        |

|  |           |                                                                      |
|  | Marcatori | 3’, 21’ Marcelo 5’ Kike 10’, 23’ A. Linares 13’ Cogorro 16’ Serrejón |

### Gruppo B

#### Classifica
| Pos. | Squadra    | Pt | G | V | N | P | GF | GS | DR  |
| ---- | ---------- | -- | - | - | - | - | -- | -- | --- |
| 1.   | Brasile    | 9  | 3 | 3 | 0 | 0 | 23 | 2  | +21 |
| 2.   | Rep. Ceca  | 6  | 3 | 2 | 0 | 1 | 8  | 5  | +3  |
| 3.   | Thailandia | 3  | 3 | 1 | 0 | 2 | 5  | 13 | -8  |
| 4.   | Australia  | 0  | 3 | 0 | 0 | 3 | 2  | 18 | -16 |

#### Risultati
| Arbitri: | Pedro Galán Adel Al-Shatti Yaya Djiba |
| Crono:   | Ching Hau Sheen                       |

|  |           | |
|  | Marcatori | 8’, 25’ Falcão 12’ Schumacher 13’ Vander Carioca 18’ Simi 21’, 30’ Índio 28’ Fininho 35’, 39’ Neto |

| Arbitri: | Néstor Valiente Vladimir Maso Goitisolo Juan Carlos Sciancalepore |
| Crono:   | Seyed Sadreddin Mousavi                                           |

|                         |           |           |
| Kamenický 34’ Mareš 35’ | Marcatori | 15’ Innui |

| Arbitri: | Giannīs Kōnstantinidīs Kazuya Isokawa Néstor Valiente |
| Crono:   | Vladimir Maso Goitisolo                               |

|  |           |                                          |
|  | Marcatori | 15’ Havel 34’, 36’, 39’ Mareš 35’ Dlouhý |

| Arbitri: | Károly Török Massimo Cumbo Seyed Sadreddin Mousavi |
| Crono:   | Juan Carlos Sciancalepore                          |

|                                                                                   |           |                      |
| Schumacher 3’ Falcão 16’, 36’ Manoel Tobias 24’ Índio 26’, 30’ Simi 35’, 37’, 39’ | Marcatori | 37’ Issarasuwipakorn |

| Arbitri: | Victor van Helvoirt Juan Carlos Sciancalepore Kazuya Isokawa |
| Crono:   | Károly Török                                                 |

|                                             |           |                           |
| Munjarern 24’ Piemkum 37’ Polsak 40’ (t.l.) | Marcatori | 25’ Vizzari 40’ Singleton |

| Arbitri: | Carlos del Cid Ching Hau Sheen Giannīs Kōnstantinidīs |
| Crono:   | Vladimir Maso Goitisolo                               |

|                                                  |           |          |
| Índio 15’ Falcão 20’ Neto 27’ Vander Carioca 38’ | Marcatori | 3’ Mareš |

### Gruppo C

#### Classifica
| Pos. | Squadra     | Pt | G | V | N | P | GF | GS | DR  |
| ---- | ----------- | -- | - | - | - | - | -- | -- | --- |
| 1.   | Italia      | 9  | 3 | 3 | 0 | 0 | 15 | 5  | +10 |
| 2.   | Stati Uniti | 4  | 3 | 1 | 1 | 1 | 7  | 8  | -1  |
| 3.   | Paraguay    | 3  | 3 | 1 | 0 | 2 | 8  | 11 | -3  |
| 4.   | Giappone    | 1  | 3 | 0 | 1 | 2 | 5  | 11 | -6  |

#### Risultati
| Arbitri: | Carlos del Cid Victor van Helvoirt Ching Hau Sheen |
| Crono:   | Károly Török                                       |

|                                                              |           |                                   |
| Foglia 13’, 28’ E. Bertoni 18’, 39’ Grana 27’ Pellegrini 35’ | Marcatori | 11’ Torres 26’ Dusosky 30’ Morris |

| Arbitri: | Jyrki Filppu Yaya Djiba Pedro Galán |
| Crono:   | Adel Al-Shatti                      |

|                                          |           |                                                                |
| Kogure 8’, 34’ Maeda 17’ (t.l.) Higa 17’ | Marcatori | 11’ R. Villalba 19’, 37’ W. Villalba 31’ Rotella 38’ Velázquez |

| Arbitri: | Robert Porritt Nolido Paixão Károly Török |
| Crono:   | Carlos del Cid                            |

|                                                          |           |  |
| Zanetti 3’ Vicentini 7’ Montovaneli 31’, 40’ Fabiano 33’ | Marcatori |  |

| Arbitri: | Juan Carlos Sciancalepore Ching Hau Sheen Ibrahim Mohamed Farag |
| Crono:   | Pedro Galán                                                     |

|                                    |           |                 |
| White 8’ Tschantret 33’ Torres 38’ | Marcatori | 37’ C. Villalba |

| Arbitri: | Ibrahim Mohamed Farag Adel Al-Shatti Ching Hau Sheen |
| Crono:   | Victor van Helvoirt                                  |

|                               |           |                                         |
| W. Villalba 13’ Chilavert 28’ | Marcatori | 17’, 36’ Zanetti 20’ Bacaro 31’ Morgado |

| Arbitri: | Seyed Sadreddin Mousavi Pedro Galán Robert Porritt |
| Crono:   | Nolido Paixão                                      |

|                 |           |            |
| Guastaferro 14’ | Marcatori | 39’ Kogure |

### Gruppo D

#### Classifica
| Pos. | Squadra    | Pt | G | V | N | P | GF | GS | DR  |
| ---- | ---------- | -- | - | - | - | - | -- | -- | --- |
| 1.   | Argentina  | 9  | 3 | 3 | 0 | 0 | 10 | 1  | +9  |
| 2.   | Portogallo | 6  | 3 | 2 | 0 | 1 | 9  | 1  | +8  |
| 3.   | Iran       | 3  | 3 | 1 | 0 | 2 | 9  | 13 | -4  |
| 4.   | Cuba       | 0  | 3 | 0 | 0 | 3 | 3  | 16 | -13 |

#### Risultati
| Arbitri: | Kazuya Isokawa Károly Török Nolido Paixão |
| Crono:   | Victor van Helvoirt                       |

|  |           |                                             |
|  | Marcatori | 10’ L. Silva 14’ Leo 27’ Queirós 38’ Zézito |

| Arbitri: | Ibrahim Mohamed Farag Giannīs Kōnstantinidīs Carlos del Cid |
| Crono:   | Jyrki Filppu                                                |

|  |           |                             |
|  | Marcatori | 30’ Garcias 32’, 34’ Planas |

| Arbitri: | Pedro Galán Ibrahim Mohamed Farag Victor van Helvoirt |
| Crono:   | Yaya Djiba                                            |

|                                                                                 |           |                                            |
| Shamsaei 2’, 39’, 40’ Heidarian 8’, 16’ Mohammadi 17’ Lofti 35’ Fakhimzadeh 37’ | Marcatori | 23’ Guerra 33’ Sanamé 40’ (aut.) Heidarian |

| Arbitri: | Adel Al-Shatti Carlos del Cid Robert Porritt |
| Crono:   | Nolido Paixão                                |

|  |           |                 |
|  | Marcatori | 19’ E. González |

| Arbitri: | Jyrki Filppu Massimo Cumbo Pedro Galán |
| Crono:   | Robert Porritt                         |

|                                                                                       |           |              |
| C. Sánchez 10’ Garcias 33’ E. González 35’ Wilhelm 36’ (t.l.), 36’ (t.l.), 39’ (t.l.) | Marcatori | 16’ Shamsaei |

| Arbitri: | Nolido Paixão Néstor Valiente Ibrahim Mohamed Farag |
| Crono:   | Yaya Djiba                                          |

|                                                      |           |  |
| Queirós 7’, 31’ Dias 11’ Majó 26’ A. Lima 39’ (t.l.) | Marcatori |  |

## Seconda fase

### Gruppo E

#### Classifica
| Pos. | Squadra    | Pt | G | V | N | P | GF | GS | DR |
| ---- | ---------- | -- | - | - | - | - | -- | -- | -- |
| 1.   | Italia     | 7  | 3 | 2 | 1 | 0 | 6  | 2  | +4 |
| 2.   | Spagna     | 6  | 3 | 2 | 0 | 1 | 7  | 4  | +3 |
| 3.   | Portogallo | 4  | 3 | 1 | 1 | 1 | 9  | 7  | +2 |
| 4.   | Rep. Ceca  | 0  | 3 | 0 | 0 | 3 | 4  | 13 | -9 |

#### Risultati
| Arbitri: | Seyed Sadreddin Mousavi Jyrki Filppu Nolido Paixão |
| Crono:   | Kazuya Isokawa                                     |

|                       |           |  |
| J. Rodríguez 23’, 32’ | Marcatori |  |

| Taoyuan 28 novembre 2004, ore 18:00 | Italia                                                        | 0 – 0 (0-0) referto | Portogallo | Linkou Stadium (425 spett.)\| Arbitri: \| Giannīs Kōnstantinidīs Károly Török Juan Carlos Sciancalepore \| \| Crono: \| Carlos del Cid \| |
| Arbitri:                            | Giannīs Kōnstantinidīs Károly Török Juan Carlos Sciancalepore |                     |            | |
| Crono:                              | Carlos del Cid                                                |                     |            | |

| Arbitri: | Juan Carlos Sciancalepore Nolido Paixão Seyed Sadreddin Mousavi |
| Crono:   | Adel Al-Shatti                                                  |

|                             |           |                                             |
| J. Rodríguez 1’ Marcelo 30’ | Marcatori | 8’ (aut.) Amado 19’ Fabiano 20’ (aut.) Orol |

| Arbitri: | Victor van Helvoirt Ibrahim Mohamed Farag Giannīs Kōnstantinidīs |
| Crono:   | Robert Porritt                                                   |

|                                      |           |                                                                            |
| Blažej 7’, 38’ Musial 14’ Dlouhý 16’ | Marcatori | 4’, 10’, 39’ (t.l.) Queirós 20’ Dias 22’ A. Lima 23’, 34’ G. Alves 33’ Leo |

| Arbitri: | Károly Török Ibrahim Mohamed Farag Carlos del Cid |
| Crono:   | Giannīs Kōnstantinidīs                            |

|                              |           |            |
| Marcelo 6’, 30’ Serrejón 12’ | Marcatori | 6’ Queirós |

| Arbitri: | Néstor Valiente Jyrki Filppu Nolido Paixão |
| Crono:   | Juan Carlos Sciancalepore                  |

|  |           |                                     |
|  | Marcatori | 8’ Grana 12’ E. Bertoni 30’ Zanetti |

### Gruppo F

#### Classifica
| Pos. | Squadra     | Pt | G | V | N | P | GF | GS | DR  |
| ---- | ----------- | -- | - | - | - | - | -- | -- | --- |
| 1.   | Brasile     | 9  | 3 | 3 | 0 | 0 | 16 | 6  | +10 |
| 2.   | Argentina   | 4  | 3 | 1 | 1 | 1 | 3  | 3  | 0   |
| 3.   | Ucraina     | 4  | 3 | 1 | 1 | 1 | 3  | 7  | -4  |
| 4.   | Stati Uniti | 0  | 3 | 0 | 0 | 3 | 7  | 13 | -6  |

#### Risultati
| Arbitri: | Victor van Helvoirt Néstor Valiente Pedro Galán |
| Crono:   | Ching Hau Sheen                                 |

|                                                       |           |  |
| Falcão 7’, 21’, 24’ Índio 14’, 25’ Kosenko 28’ (aut.) | Marcatori |  |

| Arbitri: | Robert Porritt Massimo Cumbo Adel Al-Shatti |
| Crono:   | Yaya Djiba                                  |

|                          |           |            |
| Giustozzi 5’ Wilhelm 20’ | Marcatori | 40’ Torres |

| Arbitri: | Pedro Galán Jyrki Filppu Massimo Cumbo |
| Crono:   | Yaya Djiba                             |

|             |           |             |
| Simi 2’, 6’ | Marcatori | 17’ Garcias |

| Arbitri: | Károly Török Carlos del Cid Néstor Valiente |
| Crono:   | Kazuya Isokawa                              |

|                             |           |            |
| Sytin 19’, 24’ Nesteruk 40’ | Marcatori | 20’ Torres |

| Arbitri: | Massimo Cumbo Yaya Djiba Vladimir Maso Goitisolo |
| Crono:   | Kazuya Isokawa                                   |

|                                                                                     |           |                                                       |
| Falcão 5’, 25’ Fininho 9’ Manoel Tobias 11’ Pablo 26’ Schumacher 37’ Índio 39’, 40’ | Marcatori | 12’ Butcher 32’ Ball 34’ White 38’ Torres 39’ Beasley |

| Taoyuan 1º dicembre 2004, ore 18:00 | Ucraina                                            | 0 – 0 (0-0) referto | Argentina | Linkou Stadium (750 spett.)\| Arbitri: \| Seyed Sadreddin Mousavi Adel Al-Shatti Pedro Galán \| \| Crono: \| Robert Porritt \| |
| Arbitri:                            | Seyed Sadreddin Mousavi Adel Al-Shatti Pedro Galán |                     |           | |
| Crono:                              | Robert Porritt                                     |                     |           | |

## Fase a eliminazione diretta

### Semifinali
| Arbitri: | Néstor Valiente Károly Török Jyrki Filppu |
| Crono:   | Robert Porritt                            |

|                                         |                      |                                                   |
| Pablo 26’ Simi 35’                      | Marcatori            | 23’ A. Linares 35’ Marcelo                        |
| Falcão Neto Índio Euler Simi Schumacher | Tiri di rigore 4 – 5 | Limones Kike J. Rodríguez Torrás Julio A. Linares |

| Arbitri: | Ibrahim Mohamed Farag Seyed Sadreddin Mousavi Victor van Helvoirt |
| Crono:   | Giannīs Kōnstantinidīs                                            |

|                                                       |           |                                                                              |
| C. Sánchez 28’ M. Giménez 34’, 40’ Wilhelm 35’ (rig.) | Marcatori | 2’, 12’, 35’ Bacaro 9’ Fabiano 32’ Vicentini 34’ Foglia 38’ (aut.) Giustozzi |

### Finale 3º posto
| Arbitri: | Pedro Galán Massimo Cumbo Carlos del Cid |
| Crono:   | Robert Porritt                           |

|                                                            |           |                                       |
| Falcão 1’, 6’, 12’ Schumacher 17’, 36’ Euler 18’ Índio 19’ | Marcatori | 9’, 23’ C. Sánchez 29’, 30’ Giustozzi |

### Finale
| Arbitri: | Juan Carlos Sciancalepore Nolido Paixão Jyrki Filppu |
| Crono:   | Giannīs Kōnstantinidīs                               |

|                      |           |             |
| Kike 24’ Marcelo 30’ | Marcatori | 40’ Zanetti |

## Classifica marcatori
13 reti
- Falcão

10 reti
- Índio

9 reti
- Marcelo

7 reti
- Leandro Simi
- Joel Queirós

6 reti
- Abou El Komsan
- Javier Rodríguez

5 reti
- Fernando Wilhelm
- Schumacher
- Michal Mareš
- Sandro Zanetti
- Johnny Torres

4 reti
- Carlos Sánchez
- Gehad Sayed
- Vahid Shamsaei
- Vinícius Bacaro
- Andreu Linares
- Serhij Koridze

3 reti
- Hernán Garcias
- Diego Giustozzi
- Neto
- Kenichiro Kogure
- Fabiano Assad
- Edgar Bertoni

- Adriano Foglia
- Walter Villalba
- Alberto Cogorro
- Francisco Serrejón
- Ramis Mansurov

2 reti
- Marcelo Giménez
- Esteban González
- Leandro Planas
- Fininho
- Manoel Tobias
- Pablo

- Vander Carioca
- Vít Blažej
- Martin Dlouhý
- Mohammad Reza Heidarian
- Ayman Ibrahim
- Fernando Grana

- Carlos Montovaneli
- André Vicentini
- Gonçalo Alves
- Ivan Dias
- Leo
- André Lima

- Kike Boned
- Pat White
- Oleh Šajtanov
- Serhij Sytin

1 reti
- Ben Singleton
- Adrian Vizzari
- Euler
- Josef Havel
- Jaroslav Kamenický
- Roman Musial
- Adalberto Guerra
- Boris Sanamé
- Mohamed Abdelhamid
- Khaled Mahmoud

- Abdel Hakim Mohamed
- Rikarudo Higa
- Yoshifumi Maeda
- Farhad Fakhimzadeh
- Mahmoud Lotfi
- Kazem Mohammadi
- Eduardo Morgado
- Anderson Vasconcelos Pellegrini
- Carlos Chilavert
- José Rotella

- Óscar Velázquez
- Carlos Alberto Villalba
- René Villalba
- Majó
- Luís Silva
- Zézito
- Julio García
- Javier Limones
- Jordi Torrás
- Chien-ying Chang

- Chia-ho Chen
- Prasert Innui
- Lertchai Issarasuwipakorn
- Anucha Munjarern
- Pattaya Piemkum
- Yutthana Polsak
- John Ball
- Jamar Beasley
- Steve Butcher
- Todd Dusosky

- Andy Guastaferro
- Patrick Morris
- Lee Tschantret
- Vitalij Brun'ko
- Artëm Koval'ov
- Vitalij Nesteruk

## Premi
- Scarpa d'oro:  Falcão
  - Scarpa d'argento:  Índio
  - Scarpa di bronzo:  Marcelo
- Pallone d'oro:  Falcão
- Premio FIFA Fair Play:  Brasile
- Formazione ideale:

| Portiere   | Difensori           | Attaccanti     |
| ---------- | ------------------- | -------------- |
| Luis Amado | Kike Javi Rodríguez | Marcelo Falcão |